# Kanalski Lom
Kanalski Lom este o localitate din comuna Tolmin, Slovenia, cu o populație de 96 de locuitori.